# Andrew Jackson
Andrew Jackson, ameriški politik, pravnik, plantažni lastnik in general, * 15. marec 1767, območje Waxhaws na meji med Severno in Južno Karolino, † 8. junij 1845, Nashville, Tennessee.
Jackson je bil pravnik, vojaški general in 7. predsednik Združenih držav Amerike. 

## Življenjepis
Rodil se je škotsko-irski družini iz Severne Irske. Pretežni del življenja je preživel v takrat obmejni zvezni državi Tennessee. Pri bitki pri mestecu Horseshoe Bend je leta 1814 porazil pleme staroselcev Creek, leto kasneje pa v bitki za New Orleans še britansko vojsko. Kot predsednik ZDA je v svojem mandatu bil glavna osebnost t. i. Drugega strankarskega sistema, ukinil je Drugo banko ZDA in uvedel etnično čiščenje ter prisilno selitev ameriških staroselcev iz jugovzhoda ZDA na območje zahodno od reke Misisipi. Njegovi zavzeti privrženci so ustanovili predhodnico današnje Demokratske stranke. Obdobje med letoma 1830 in 1850 je kasneje bilo imenovano za »dobo Jacksonove demokracije«. 
Jackson je zaradi njegove žilave in agresivne osebnosti prejel vzdevek »Stara cikorija« (angleško Old Hickory). Pogosto se je udeleževal dvobojev, ki so nemalokrat imeli smrtne posledice za njegove nasprotnike. Bil je premožen sužnjelastnik in kot tak priljubljena osebnost med povprečnimi Američani. Kot politik se je boril proti »zaprti in nedemokratični aristokraciji«, med svojim predsedniškim mandatom pa je svojo politično bazo razširil s sistemom kadrovanja s svojimi volivci. 

### Predsednik ZDA
Ob izvolitvi za predsednika leta 1828 je Jackson zagovarjal manj obsežno in omejeno zvezno vlado. Med svojim mandatom je povečal moč predsednika, katerega mesto je videl v vlogi govorca mnenja celotnega ljudstva in nasprotoval dajanju moči kongresnikov iz manjših okrožij. Navkljub temu, da se je imel za podpornika pravic zveznih držav, se je med »razveljavitveno krizo« postavil na stran vlade in izjavil, da zvezne države nimajo pravice razveljavljanja zakonov zvezne vlade. Bil je goreč nasprotnik koncepta narodne banke in z vložitvijo veta na obnovitev njene ustanovne listine zagotovil njen propad. Liberalci in moralisti so nasprotovali njegovi Odločbi o odstranitvi ameriških staroselcev in njenemu doslednemu izvajanju, pri katerem so tisoči staroselcev pristali na območju današnje Oklahome. Zgodovinarji mu priznavajo uspeh pri ohranjanju demokracije in svobode posameznika, a ga grajajo zaradi njegove podpore suženjstvu ter vloge pri preseljevanju staroselcev.